# Edmund Paziewski
Edmund Paziewski (ur. 16 czerwca 1935 w Brześciu, zm. 20 listopada 2010) – polski lekkoatleta chodziarz, mistrz Polski.
W 1954 ukończył liceum ogólnokształcące w Gdańsku. Początkowo uprawiał gimnastykę sportową (1949-1959).
Od 1961 startował w chodzie sportowym. Na mistrzostwach Europy w 1966 w Budapeszcie zajął 17. miejsce w chodzie na 20 kilometrów. Na mistrzostwach Europy w 1969 w Atenach zajął ponownie 17. miejsce w chodzie na 20 km, a w chodzie na 50 km 11. miejsce.
Był mistrzem Polski w chodzie na 20 km w 1966, 1968 i 1969 oraz wicemistrzem w 1963, 1965, 1967 i 1971.
W latach 1968–1970 dwa razy startował w meczach reprezentacji Polski w chodzie na 20 km, bez zwycięstw indywidualnych.
Był rekordzistą Polski w chodzie na 50 000 m (na bieżni) z czasem 4:33:32,8 (26 października 1969 w Sopocie).
Rekordy życiowe:
- chód na 10 000 metrów (bieżnia) – 45:22,4 (5 maja 1971, Sopot)
- chód na 10 kilometrów (szosa) – 43:48,4 (6 września 1969, Gdańsk)
- chód na 20 kilometrów (szosa) – 1:30:42,6 (2 października 1966, Sztum)
- chód na 50 000 metrów (bieżnia) – 4:33:32,8 26 października 1969, Sopot)

Był zawodnikiem Konradii Gdańsk (1961–1972).